# Bryonia aspera
Bryonia aspera är en gurkväxtart som beskrevs av John Stevenson. Bryonia aspera ingår i Hundrovesläktet som ingår i familjen gurkväxter. Inga underarter finns listade i Catalogue of Life.